# 玉春日 (小惑星)
玉春日（たまかすが、8432 Tamakasuga）は小惑星帯に位置する小惑星である。1997年12月27日、愛媛県久万町（現久万高原町）の久万高原天体観測館で中村彰正が発見した。
愛媛県出身の力士、玉春日に因んで命名された。